# Jean-Henri Pape
Pour les articles homonymes, voir Pape (homonymie).
Jean-Henri Pape (1er juillet 1789 - 2 février 1875) est un facteur de piano français du XIXe siècle.
Jean-Henri Pape est parfois appelé Henri Pape. C'est ainsi dans l'édition originale de la Biographie universelle des musiciens ; on trouve aussi cette appellation pour la rue du XIIIe arrondissement  de Paris qui porte son nom.
Pape est né à Sarstedt. En 1811, il arrive à Paris et entre dans la fabrique de pianos de Pleyel dont il devient directeur pendant quelques années. En 1815, il monte sa propre fabrique. Au début ses pianos sont construits selon le système anglais de Broadwood et Tomkison, mais rapidement grâce à son génie d'invention dans la mécanique il introduit de nombreuses modifications dans la construction de ses instruments et change même parfois complètement le principe. Pendant près de quarante ans, il va ainsi construire une invention presque chaque année.
Il dépose 137 brevets concernant le piano. Il sera par exemple à l'origine de la garniture des marteaux avec du feutre (1826) et du croisement des cordes, tendues en diagonale, les cordes graves passant au-dessus du plan des autres cordes, afin d'augmenter leur longueur (1828). 
En 1897, la rue Henri-Pape dans le 13e arrondissement de Paris prend son nom en hommage.

## Sources
- Fétis, F. J. (1867, 1880) Biographie universelle des musiciens, Didot frères, Paris.